# Bernkonventionen för skydd av litterära och konstnärliga verk
För konventionen om hotade arter, se Bernkonventionen om skydd av europeiska vilda djur och växter samt deras naturliga livsmiljöer.

Karta med länderna som år 2012 ratificerat Bernkonventionen (i blått).

Bernkonventionen för skydd av litterära och konstnärliga verk, vanligen benämnt Bernkonventionen, är en internationell överenskommelse angående upphovsrätt för litterära och konstnärliga verk. Den ingicks 1886 på schweiziskt initiativ.

## Historia
Konventionen ingicks 1886 vid ett möte i Bern i Schweiz och har sedan dess reviderats flera gånger för att anpassas till modern tid. I januari 2006 var 160 stater anslutna till den. Sverige anslöt sig 1904. Konventionen utvecklades på initiativ av Victor Hugo och influerades av den franska upphovsrättslagen från 1791 som till skillnad från den anglo-saxiska upphovsrättslagen inte bara såg till det ekonomiska skyddet.
Innan konventionen instiftades gav de nationella lagarna endast skydd för verk skapade inom det egna landet. Ett verk kunde ha skapats i Stockholm men sakna upphovsrättsligt skydd utanför Sverige.
Bernkonventionen följde i spåren av Pariskonventionen från 1883 som på samma sätt hade lagt ramarna för skydd av patent, varumärken och industriell utveckling.
Liksom Pariskonventionen upprättade Bernkonventionen ett kontor för att ta hand om de administrativa frågorna. 1893 gick de båda kontoren samman och bildade BIRPI (Bureaux internationaux réunis pour la protection de la proprieté intellectuelle). 1960 flyttade BIRPI från Bern till Genève för att komma närmare FN och andra internationella organisationer i den staden. 1967 ändrade BIRPI namnet till WIPO (World Intellectual Property Organization) som sedan 1974 är en organisation inom FN.
Bernkonventionen reviderades i Paris 1896 och Berlin 1908. Den fullbordades i Bern 1914 och reviderades i Rom 1928, Bryssel 1948, Stockholm 1967 samt Paris 1971. Den modifierades 1979.
I början vägrade USA att skriva under konventionen eftersom den skulle ha inneburit stora förändringar i de amerikanska upphovsrättslagarna (speciellt med hänsyn till de moraliska rättigheterna, kravet på registrering av upphovsrättsskyddade verk och eliminering av den obligatoriska copyrightsymbolen, ©). Den 1 mars 1989 verkställdes den amerikanska "Berne Convention Implementation Act of 1988" och USA blev då en del av Bernkonventionen.

## Översikt
Bernkonventionen kräver av sina medlemsländer att skydda upphovsrätten på verk av upphovsmän från andra medlemsländer, på samma sätt som det egna landets upphovsmän skyddas. Detta innebär att till exempel franska upphovsrättslagar gäller för verk som publiceras eller framförs i Frankrike, oavsett vilket land de ursprungligen skapades i.
Utöver att skapa ett system för internationell upphovsrätt bland medlemsländerna, så innebär överenskommelsen även att medlemsländerna måste ha ett starkt minimiskydd för bokförlag och författare.
Upphovsrätt under Bernkonventionen måste vara automatisk. Det innebär att den inte kräver någon formell registrering i de olika länderna.
Konventionen stadgar att alla verk utom fotografier och filmer ska skyddas i minst 50 år efter upphovsmannen död, men medlemsländerna är fria att förlänga den tiden vilket EU gjorde med ett direktiv 1993. För fotografier sätter Bernkonventionen en minimitid på 25 år från att fotografiet skapades och för biofilmer 50 år efter att filmen först visades, eller 50 år efter skapandet om den inte har visats inom 50 år efter att den spelades in. Länder som var medlemmar under äldre revisioner av konventionen kan välja att ha kortare villkor. Det gäller även för grammofonskivor och rörliga bilder.
Även om konventionen säger att upphovsrättslagen i det land där skydd hävdas gäller, så säger artikel 7.8 att upphovsrätten inte får överskrida den rätt som finns i verkets ursprungsland, det vill säga att till exempel en författare har inte längre skydd utomlands än i sitt hemland, även om skyddet är längre utomlands.

## Källhänvisningar
1. ↑  ”Bernkonventionen”. Nationalencyklopedin. NE. https://www.ne.se/uppslagsverk/encyklopedi/lång/bernkonventionen. Läst 24 maj 2025.